# Korzenie. Drrama wieloaktowe
Korzenie. Drrama wieloaktowe – groteskowo-prześmiewcza sztuka Stanisława Lema o czasach stalinizmu. Napisana pod koniec lat 40. XX wieku, pierwodruk miała 12 października 2008 w „Gazecie Wyborczej”. Została również umieszczona w wydanym w styczniu 2009 16. tomie dzieł wybranych pisarza (w kolekcji „Gazety Wyborczej”), wraz ze Sknoconym kryminałem oraz Dyktandami).
Sztuka, stylistycznie zbliżona do utworów Stanisława Ignacego Witkiewicza, składa się z dwóch aktów, a wśród jej bohaterów są m.in. Dementij Psichow Bartułychtimuszenko („dyrektor fabryki sody kiszonej, bolszewik z odchyleniem”), jego żona Awdotia Niedonogina-Praksywcichina, Tryzad Drumliszyn-Miczurenko („biolog radziecki, uczeń Łysiurina”), Anichwili Tegonieradze („sekretarz organizacji partyjnej w fabryce sody”) oraz Josif Wissarionowicz. Tytułowe „korzenie” to „plugawe korzenie się przed zachodem”.
Lem napisał sztukę pod koniec lat 40., jeszcze w okresie studiów. Była ona przeznaczona dla wąskiego grona znajomych, do których należeli m.in. Roman Husarski, Halina Burton, Jan Józef Szczepański, Aleksander Ścibor-Rylski oraz przyszła żona pisarza. Barbara Lem wspomina: „Po raz pierwszy usłyszałam ten utwór na pewno jeszcze w czasach kawalerskich Staszka, chyba około roku 1949. Staszek sam wcielał się we wszystkie postacie, najlepszy był w roli kobiecej. Wykonywał to tak długo, jak długo Stalin żył – najwyraźniej potrzebował takiego odreagowania”. Autor odczytywał sztukę wyłącznie w ścisłym gronie, gdyż w apogeum stalinizmu pokazanie jej szerszej publiczności mogłoby się okazać niebezpieczne ze względu na tematykę i charakter utworu. Z podobnych powodów jej egzemplarz został przezeń starannie ukryty.
O kryjówce Stanisław Lem w późniejszym okresie zapomniał i przez około 50 lat uważał swą sztukę za zaginioną, bezskutecznie próbował ją odnaleźć w swoim archiwum; wieloletnie poszukiwania prowadził również sekretarz pisarza. Sztukę odnaleziono dopiero w 2008 roku, już po śmierci autora – ukryta była w schowku przemyślnie urządzonym w szarej, tekturowej teczce zawierającej maszynopis niedokończonej powieści kryminalnej w stylu Chandlerowskim – Sknoconego kryminału.